# Philip Yego
Philip Yego Kipkurgat (1979) is een Keniaanse langeafstandsloper, die gespecialiseerd is in de 10 km.

## Loopbaan
In Nederland geniet Yego met name bekendheid wegens het winnen van de Parelloop in 2012. Een jaar later moest hij bij dezelfde loop genoegen nemen met een vijfde plaats.
In 2014 werd hij achtste bij de marathon van Algiers.

## Persoonlijke records
| Onderdeel      | Prestatie | Datum        | Plaats   |
| -------------- | --------- | ------------ | -------- |
| 10 km          | 27.50     | 1 april 2012 | Brunssum |
| 3000 m steeple | 8.27,99   | 11 juli 2015 | Nairobi  |

## Palmares

### 5 km
- 2010:  Bovski Ulicni Tek in Bovec - 14.54,8

### 10 km
- 2011:  SBH International in Hyderabad - 27.35
- 2012:  Parelloop - 27.49,4
- 2012: 4e Paderborner Osterlauf - 28.11
- 2012: 5e Zwitserloot Dakrun in Groesbeek - 28.54
- 2012: 5e Singelloop Utrecht - 28.41
- 2012:  Detron Meierijloop in Vught - 29.16
- 2013: 5e Parelloop - 28.08,0
- 2013: 4e Spieren voor Spieren City Run in Hilversum - 29.01

### halve marathon
- 2011:  halve marathon van Pune - 1:03.42
- 2014:  halve marathon van Bejaia - 1:05.22
- 2015: 23e halve marathon van Moshi - 1:07.18

### marathon
- 2014: 8e marathon van Algiers - 2:14.55

### overige
- 2012: 12e 4 mijl van Groningen - 18.26